# Internbelastning

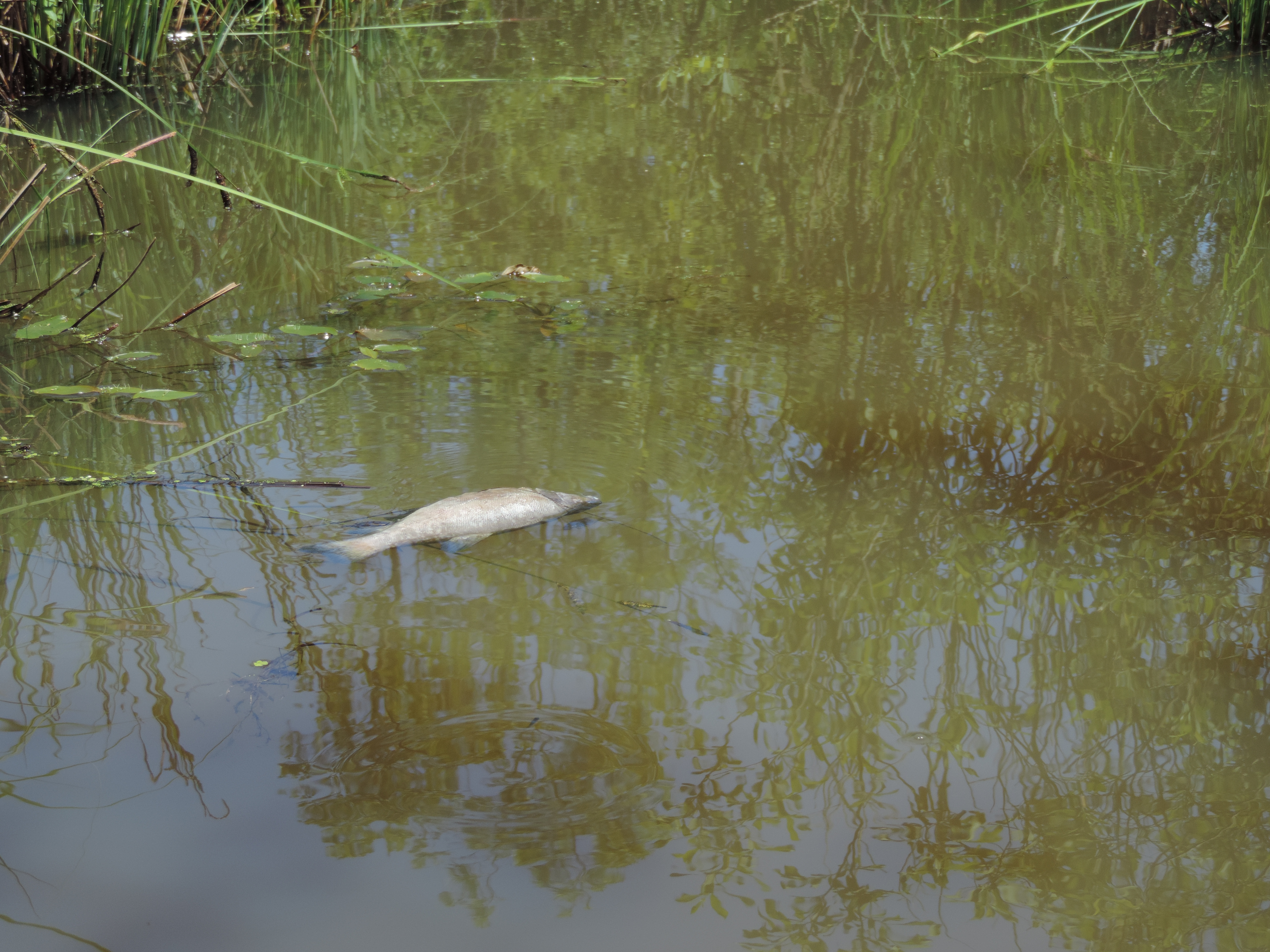
Fiskdöd på grund av syrebrist är en av följdkonsekvenserna från internbelastning.

Internbelastning är en process som frigör fosfor som tidigare sedimenterats på bottnar i övergödda sjöar. Fenomenet inträffar framförallt vid anaeroba förhållanden på botten. I sjöar som tidigare varit externt hårt belastade med fosfor utgör internbelastning ett problem då det finns stora mängder fosfor bundet i sedimenten. Koncentrationen av fosfor är betydligt högre på botten än i den fria vattenmassan vilket medför att även en liten mängd fosfor som frigörs från sedimenten kan leda till en kraftig ökning av fosforkoncentrationen. Den ökade fosforkoncentrationen leder till förstärkt övergödning.

## Orsaker

### Syrebrist
Järn är ett vanligt förekommande grundämne i sjöar. När syre finns tillgängligt så sker en jämvikt mellan järn(II) och järn(III). Järn(III) kan i sin tur bilda en utfällning med fosfatjoner. Denna fällning sjunker ner till botten och hamnar i sjöns sediment, således minskar fosfatmängden som är tillgänglig för alger. Vid syrefattiga förhållanden återgår järn(III) till järn(II) och fosfatet frigörs till vattnet. Internbelastningen sker därför framförallt under sommaren då syrehalten på botten minskar på grund av hög nedbrytning i den övergödda sjön och omblandning hindras av språngskikt.

### Utsläpp av fosfor från sediment
En sjös fosformetabolism beror huvudsakligen på dess förmåga att lagra fosfor i sediment vilket minskar mängden fosfor som finns i den fria vattenmassan. Det beror även på sjöns förmåga att frigöra fosfor från sedimenten vid miljöförändringar. Fosfor lagras i sedimenten på botten hos sjöar genom att mineralpartiklar och organiska partiklar sedimenterar. Plankton för också med sig material med höga fosforhalter till sjöbotten då de dör och sedimenterar. Genom mekaniska, fysiska och biologiska processer kan fosfor som finns lagrad i sedimenten frigöras till den fria vattenmassan varpå sjön utsätts för internbelastning. Koncentrationen av fosfor är betydligt högre i sediment än i den fria vattenmassan hos sjöar. Således kan även en liten mängd fosfor som frigörs från sedimenten medföra en kraftig ökning av fosforkoncentrationen och leda till övergödning hos sjöar.

### Mikrobiell aktivitet
Det finns bakterier som lever i sediment som har en betydande roll vad gäller upptag, förvaring och frigöring av fosfor. Fytoplankton övervintrar i sedimenten på botten hos sjöar och när dess aktivitet ökar på sommaren lämnar de sedimenten . Detta medför att fosfor frigörs vilket leder till internbelastning. Fosfor lämnar sedimenten dels partikelbundet och dels som vattenlöst fosfat. Om det lämnar sedimenten partikelbundet beror det på att det har förmågan att slammas upp på nytt.

## Konsekvenser
Många av de sjöar som under första halvan av 1900-talet blev övergödda har än idag algblomningar trots att utsläppen minskat, vilket framförallt beror på internbelastningen i sjön. Beroende på förhållanden kan det ta årtionden och ibland århundraden för sjöar att återställas helt från stora utsläpp, speciellt om sjöns omsättningstid är lång.

## Exempel på åtgärder

### Fastläggning av fosfor
Lättlösligt fosfor kan bindas till stabilare former i sedimentet om aluminium- eller järnsalt tillsätts. Aluminium är toxiskt vid pH<5,5 och pH>9 och dessutom är salterna ofta något sura vilket gör att sjön som behandlas bör ha pH mellan 6 och 9. Dessa järnsalter bildar tillsammans med fosfatjoner fosfor-metallkomplex som kan bortföras mekaniskt. Detta är en ofta använd och beprövad metod.

### Avtappning av bottenvatten
Fosforrikt och syrefattigt bottenvatten förs bort vilket minskar möjligheten till internbelastning. Om vattnet förs tillbaka efter behandling finns risk för destabilisering av vattenmassan och att därför mer fosfor förs upp till ytan på grund av omblandning.

### Muddring
Vid muddring förflyttas bottensedimenten från en sjö till konstgjorda dammar. Innan vattnet återförs till sjön renas det med hjälp av fastläggning av fosfor. Det är också vanligt att låta partiklarna sedimentera så att vattenmassan kan pumpas tillbaka till sjön.

### Syresättning
Luftning av botten medför att fosforn förblir bunden i sedimentet. Det medför också att bottenlevande fiskar får mindre problem med syrebrist på sommaren. Problem kan uppstå om ökad omblandning av sjön sker så att mer fosfor kommer upp till ytan, vilket gör att luftning måste ske försiktigt och noggrant. För att metoden ska fungera måste bottensedimentet ha förmåga att binda fosfor vid högre syrehalt vilket inte alltid är fallet i sjöar med mycket hög syrebelastning.